# Grabmal Janicke

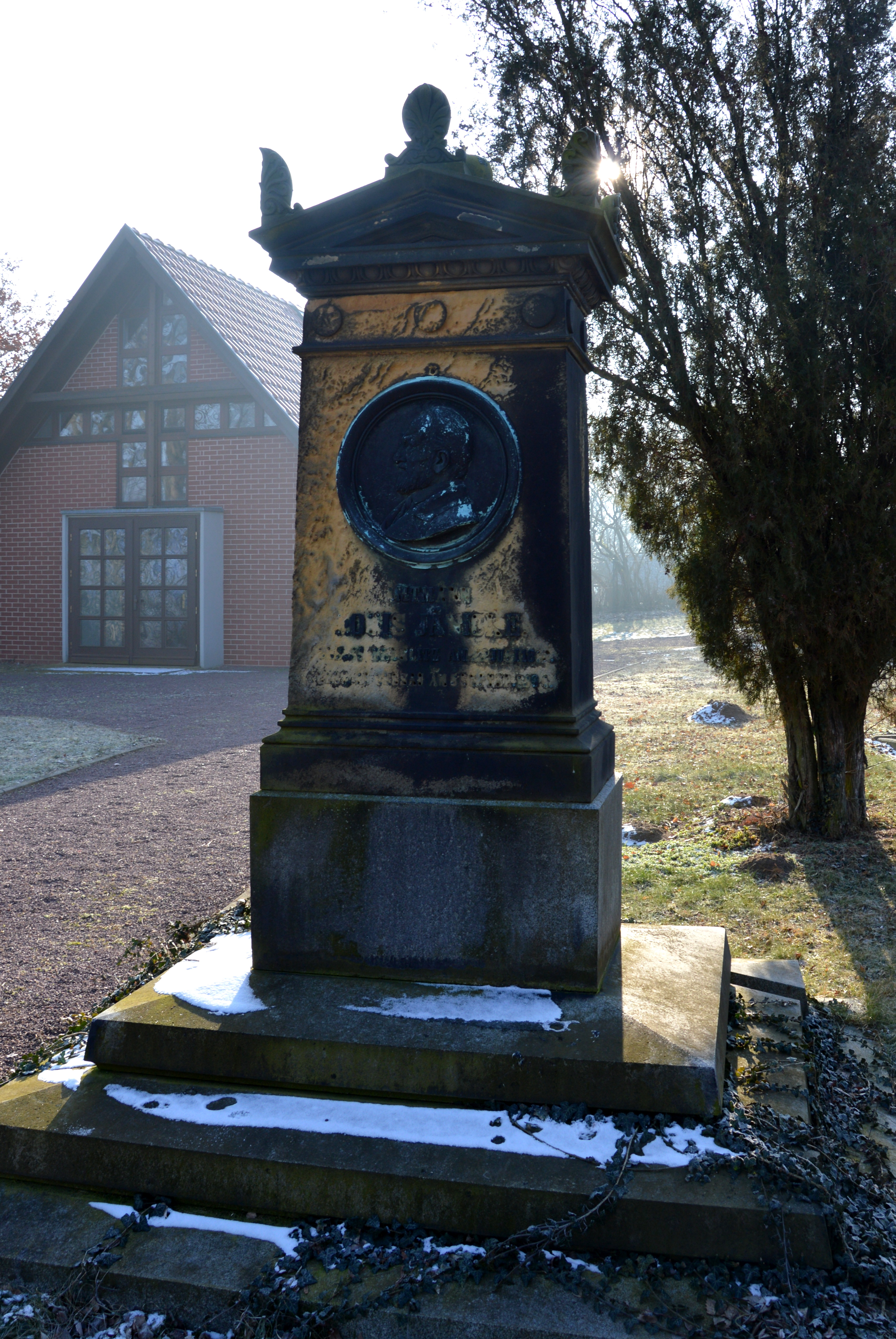
Grabmal Janicke

Das Grabmal Janicke ist ein denkmalgeschütztes Grabmal im zur Gemeinde Petersberg gehörenden Dorf Drehlitz in Sachsen-Anhalt.

## Lage
Das Grabmal befindet sich auf dem Friedhof Drehlitz im südwestlichen Teil von Drehlitz an der Adresse Am Roßborn.

## Gestaltung und Geschichte
Das Grabmal wurde Ende des 19. Jahrhunderts für den Petersberger Amtmann Louis Janicke errichtet. Es ist als steinerne Stele gestaltet und trägt auf seiner Vorderseite ein kreisrundes, Janicke darstellendes Portraitrelief.
Im örtlichen Denkmalverzeichnis ist das Grabmal unter der Erfassungsnummer 094 55649 als Baudenkmal verzeichnet.